# Faces
Faces (рус. Фэйсез; с англ. — «Лица») — британская рок-группа, образованная в 1969 году тремя участниками Small Faces (Ронни Лейном, Кенни Джонсом, Иэном Маклэганом), которые на смену ушедшему Стиву Марриотту пригласили Рода Стюарта и Рона Вуда из The Jeff Beck Group.
Faces исполняли жесткий, хаотичный, но в целом жизнерадостный рок-н-ролл (с элементами хард-рока и ритм-энд-блюза), главенствующую роль в котором играл вокал Стюарта. Впоследствии многие панк-рокеры (в частности, участники The Sex Pistols) упоминали Faces в числе «основных влияний». Джефф Твиди (Wilco) назвал их «провозвестниками панк-рока».

## История группы
Свой первый долгоиграющий альбом, названный First Step группа выпустила всего через несколько месяцев после создания, 27 марта 1970 года. При этом во всех североамериканских изданиях название группы было указано как Small Faces. Этот альбом не имел большого успеха ни у широкой публики, ни у музыкальных критиков. Последовавший за ним второй альбом Long Player (февраль 1971) также не снискал серьезного коммерческого успеха. 
Взлёт популярности Faces произошёл в 1971—1972 годах, прежде всего благодаря их третьему альбому A Nod Is As Good As a Wink... to a Blind Horse (выпущен в ноябре 1971, достиг # 6 в Billboard 200 и # 2 в UK Albums Chart, в 1972 году получил статус золотого), а также синглам «Stay with Me» (#6 в Великобритании), «Cindy Incidentally» (#2) и «Pool Hall Richard» (#8). 
Группа распалась в 1975 году, когда стало ясно, что её вокалист превратился в супер-звезду. Вуд перешёл в The Rolling Stones, Джонс (позже) — в The Who, Маклэган стал авторитетным сешн-музыкантом. А Ронни Лэйн занимался сольной карьерой до своей смерти в 1997 году.
В ноябре 2009 года Faces заявили о намерении вернуться на сцену и провести в 2010 году в турне вне зависимости от того, сможет ли принять в нём участие Род Стюарт. Впоследствии Стюарт был заменён бывшим вокалистом и лидером группы Simply Red Миком Хакнеллом, а вместо Ронни Лейна на бас-гитаре играл бывший участник Sex Pistols Глен Мэтлок.
3 декабря 2014 года, клавишник группы Иэн Маклэган скончался от инсульта в возрасте 69 лет.
В сентябре 2015 года музыканты воссоединились с Родом Стюартом.
Следующее воссоединение произошло в 2019 году на частном мероприятии. В 2020 году Род Стюарт воссоединился с Ронни Вудом и Кенни Джонсом, чтобы исполнить «Stay With Me» в качестве финала церемонии вручения наград Brit Awards того года.
19 июля 2021 года стало известно, что Джонс, Стюарт и Вуд воссоединились в студии для записи новой музыки.

## Участники

### Текущие и бывшие участники
- Кенни Джонс — ударные, перкуссия (1969—1975, 1986, 1993,  2009—2012, 2015, 2019, 2020, 2021—настоящее)
- Ронни Вуд — гитара, вокал, бас-гитара (1969—1975, 1986, 1993,  2009—2012, 2015, 2019, 2020, 2021—настоящее)
- Род Стюарт — ведущий вокал (1969—1975, 1986, 1993, 2015, 2019, 2020, 2021—настоящее)
- Иэн Маклэган — клавишные (1969—1975, 1986, 1993, 2009—2012; умер в 2014)
- Ронни Лейн — бас-гитара, вокал, гитара (1969—1973; умер в 1997)
- Тэцу Ямагути[англ.] — бас-гитара (1973—1975)

### Дополнительный персонал
- Джесси Эд Дэвис[англ.] — гитара (1975; умер в 1988)
- Билл Уаймен — бас-гитара (1986, 1993, 2009)
- Энди Файрвезер-Лоу — ритм-гитара (2009)
- Мик Хакнелл — ведущий вокал (2009—2011)
- Глен Мэтлок — бас-гитара (2009—2012, 2015)
- Робин Ле Мезюрье[англ.] — гитара (2015; умер в 2021)

## Дискография

### Альбомы
- First Step (1970)
- Long Player (1971)
- A Nod Is as Good as a Wink... To a Blind Horse (1971)
- Ooh La La (1973)
- Coast to Coast: Overture and Beginners (концертный альбом, 1974)

### Сборники
- Rod Stewart and The Faces (1972)
- Snakes And Ladders: The Best of Faces (1976)
- Good Boys… When They’re Asleep (1999)
- Five Guys Walk into a Bar… (2004)